# Monte Alegre do Sul
Monte Alegre do Sul este un oraș în São Paulo (SP), Brazilia.